# ATP Bologna Outdoor 1998 - Qualificazioni singolare
Le qualificazioni del singolare  dell'ATP Bologna Outdoor 1998 sono state un torneo di tennis preliminare per accedere alla fase finale della manifestazione. I vincitori dell'ultimo turno sono entrati di diritto nel tabellone principale. In caso di ritiro di uno o più giocatori aventi diritto a questi sono subentrati i lucky loser, ossia i giocatori che hanno perso nell'ultimo turno ma che avevano una classifica più alta rispetto agli altri partecipanti che avevano comunque perso nel turno finale.
Le qualificazioni del torneo ATP Bologna Outdoor 1998 prevedevano 19 partecipanti di cui 4 sono entrati nel tabellone principale.

## Teste di serie
1. Jose Imaz-Ruiz (Qualificato)
2. João Cunha e Silva (ultimo turno)
3. David Sánchez (Qualificato)
4. Oscar Serrano-Gamez (Qualificato)

1. Andrej Merinov (ultimo turno)
2. Răzvan Sabău (ultimo turno)
3. Joan Balcells (ultimo turno)
4. Emanuel Couto (Qualificato)

## Qualificati
1. Jose Imaz-Ruiz
2. Emanuel Couto

1. David Sánchez
2. Oscar Serrano-Gamez

## Tabellone

### Legenda
| - Q = Qualificato - WC = Wild card - LL = Lucky loser | - ALT = Alternate - SE = Special Exempt - PR = Protected Ranking | - w/o = Walkover - r = Ritirato - d = Squalificato |

### Sezione 1
|  | Primo turno       | Primo turno       | Primo turno       | Primo turno | Primo turno |  |  | Secondo turno | Secondo turno      | Secondo turno     | Secondo turno | Secondo turno |   |   | Ultimo turno | Ultimo turno   | Ultimo turno | Ultimo turno | Ultimo turno |  |
|  |                   |                   |                   |             |             |  |  |               |                    |                   |               |               |   |   |              |                |              |              |              |  |
|  |                   |                   |                   |             |             |  |  |               |                    |                   |               |               |   |   |              |                |              |              |              |  |
|  |                   |                   |                   |             |             |  |  | 1             | Jose Imaz-Ruiz     | 4                 | 6             | 6             |   |   |              |                |              |              |              |  |
|  |                   |                   |                   |             |             |  |  |               | Herbert Wiltschnig | 6                 | 0             | 1             |   |   |              |                |              |              |              |  |
|  |                   |                   |                   |             |             |  |  |               |                    |                   |               |               |   |   | 1            | Jose Imaz-Ruiz | 5            | 7            | 7            |  |
|  | Alberto Albertini | Alberto Albertini | Alberto Albertini | 6           | 6           |  |  |               |                    | 7                 | Joan Balcells | 7             | 5 | 6 |              |                |              |              |              |  |
|  | Jack Waite        | Jack Waite        | Jack Waite        | 3           | 3           |  |  |               | Alberto Albertini  | Alberto Albertini | 4             | 4             |   |   |              |                |              |              |              |  |
|  |                   |                   |                   |             |             |  |  | 7             | Joan Balcells      | Joan Balcells     | 6             | 6             |   |   |              |                |              |              |              |  |
|  |                   |                   |                   |             |             |  |  |               |                    |                   |               |               |   |   |              |                |              |              |              |  |

### Sezione 2
|  | Primo turno | Primo turno | Primo turno | Primo turno | Primo turno |  |  | Secondo turno | Secondo turno      | Secondo turno      | Secondo turno | Secondo turno |   |   | Ultimo turno | Ultimo turno       | Ultimo turno | Ultimo turno | Ultimo turno |  |
|  |             |             |             |             |             |  |  |               |                    |                    |               |               |   |   |              |                    |              |              |              |  |
|  |             |             |             |             |             |  |  |               |                    |                    |               |               |   |   |              |                    |              |              |              |  |
|  |             |             |             |             |             |  |  | 2             | João Cunha e Silva | João Cunha e Silva | 6             | 6             |   |   |              |                    |              |              |              |  |
|  |             |             |             |             |             |  |  |               | Matteo Valdesalici | Matteo Valdesalici | 4             | 4             |   |   |              |                    |              |              |              |  |
|  |             |             |             |             |             |  |  |               |                    |                    |               |               |   |   | 2            | João Cunha e Silva | 6            | 5            | 5            |  |
|  |             |             |             |             |             |  |  |               |                    | 8                  | Emanuel Couto | 3             | 7 | 7 |              |                    |              |              |              |  |
|  |             |             |             |             |             |  |  |               | Marco Pontarin     | Marco Pontarin     | 5             | 4             |   |   |              |                    |              |              |              |  |
|  |             |             |             |             |             |  |  | 8             | Emanuel Couto      | Emanuel Couto      | 7             | 6             |   |   |              |                    |              |              |              |  |
|  |             |             |             |             |             |  |  |               |                    |                    |               |               |   |   |              |                    |              |              |              |  |

### Sezione 3
|  | Primo turno         | Primo turno         | Primo turno         | Primo turno | Primo turno |  |  | Secondo turno | Secondo turno    | Secondo turno    | Secondo turno    | Secondo turno |   |   | Ultimo turno | Ultimo turno  | Ultimo turno | Ultimo turno | Ultimo turno |  |
|  |                     |                     |                     |             |             |  |  |               |                  |                  |                  |               |   |   |              |               |              |              |              |  |
|  |                     |                     |                     |             |             |  |  |               |                  |                  |                  |               |   |   |              |               |              |              |              |  |
|  |                     |                     |                     |             |             |  |  | 3             | David Sánchez    | 4                | 6                | 7             |   |   |              |               |              |              |              |  |
|  | Roberto Godi        | Roberto Godi        | 3                   | 6           | 7           |  |  |               | Roberto Godi     | 6                | 1                | 5             |   |   |              |               |              |              |              |  |
|  | Eric Taino          | Eric Taino          | 6                   | 3           | 5           |  |  |               |                  |                  |                  |               |   |   | 3            | David Sánchez | 4            | 6            | 6            |  |
|  | Daniele Balducci    | Daniele Balducci    | Daniele Balducci    | 6           | 6           |  |  |               |                  | 6                | Răzvan Sabău     | 6             | 3 | 4 |              |               |              |              |              |  |
|  | Ruben Fernandez-Gil | Ruben Fernandez-Gil | Ruben Fernandez-Gil | 2           | 2           |  |  |               | Daniele Balducci | Daniele Balducci | Daniele Balducci | 6r            |   |   |              |               |              |              |              |  |
|  |                     |                     |                     |             |             |  |  | 6             | Răzvan Sabău     | Răzvan Sabău     | Răzvan Sabău     | 7             |   |   |              |               |              |              |              |  |
|  |                     |                     |                     |             |             |  |  |               |                  |                  |                  |               |   |   |              |               |              |              |              |  |

### Sezione 4
|  | Primo turno | Primo turno | Primo turno | Primo turno | Primo turno |  |  | Secondo turno | Secondo turno       | Secondo turno       | Secondo turno  | Secondo turno  |   |   | Ultimo turno | Ultimo turno        | Ultimo turno        | Ultimo turno | Ultimo turno |  |
|  |             |             |             |             |             |  |  |               |                     |                     |                |                |   |   |              |                     |                     |              |              |  |
|  |             |             |             |             |             |  |  |               |                     |                     |                |                |   |   |              |                     |                     |              |              |  |
|  |             |             |             |             |             |  |  | 4             | Oscar Serrano-Gamez | Oscar Serrano-Gamez | 6              | 6              |   |   |              |                     |                     |              |              |  |
|  |             |             |             |             |             |  |  |               | Gabrio Castrichella | Gabrio Castrichella | 3              | 1              |   |   |              |                     |                     |              |              |  |
|  |             |             |             |             |             |  |  |               |                     |                     |                |                |   |   | 4            | Oscar Serrano-Gamez | Oscar Serrano-Gamez | 7            | 6            |  |
|  |             |             |             |             |             |  |  |               |                     | 5                   | Andrej Merinov | Andrej Merinov | 6 | 1 |              |                     |                     |              |              |  |
|  |             |             |             |             |             |  |  |               | Mauro Sussan        | Mauro Sussan        | 1              | 0              |   |   |              |                     |                     |              |              |  |
|  |             |             |             |             |             |  |  | 5             | Andrej Merinov      | Andrej Merinov      | 6              | 6              |   |   |              |                     |                     |              |              |  |
|  |             |             |             |             |             |  |  |               |                     |                     |                |                |   |   |              |                     |                     |              |              |  |